# Отроч монастырь
О́троч Успе́нский монастырь — православный монастырь в Твери. Основан в середине XIII века. В 1930-е годы все монастырские постройки, за исключением собора Успения Пресвятой Богородицы, сохранившегося по настоящее время, были уничтожены.

## История монастыря
Предание связывает основание монастыря с Григорием, отроком тверского князя Ярослава Ярославича. Он во время охоты увидел в окрестностях Твери красавицу Ксению и захотел жениться на ней. Родители сначала были не против, но потом Ксения сильно понравилась самому князю и стала его женой. Григорий же после этого принял монашеский постриг. В летописи за 1265 год сообщается об основании монастыря:

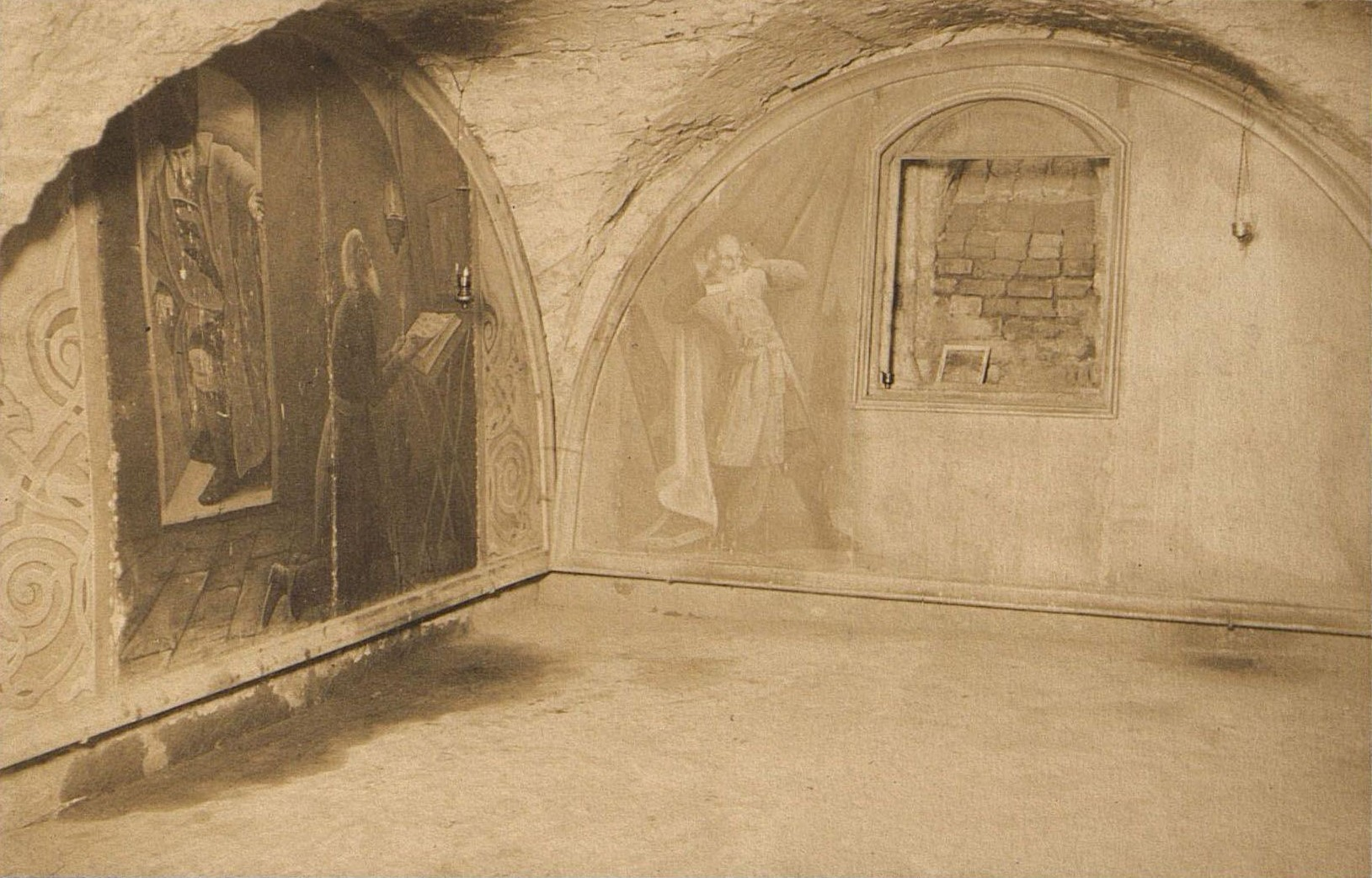
Келья митрополита Филиппа II в монастыре, в которой по преданию он был задушен Скуратовым.

«тщанием и рачением великого князя Ярослава Ярославича Тверского и великия княгини богомудрыя Ксении, по совокуплении их законного брака в четвёртое лето по прошению и молению любимого его отрока Григория, а во иноческом чину Гурия».

Отроч монастырь стал одним из крупнейших тверских монастырей, в нём велось тверское летописание (Тверской летописный свод 1305 года), была написана «Повесть о Михаиле Тверском» и предположительно «Повесть о Тверском Отроче монастыре».
В 1531 году в монастырь был сослан преподобный Максим Грек, который провёл в его стенах 20 лет. Во время заключения им были написаны многочисленные богословские труды, в том числе «Слово о неизглаголанном Божьем промысле», «Слово душеполезно» и «Слово о покаянии».
В Отроч монастырь после своего изгнания с московской кафедры был сослан митрополит Филипп (Колычёв). Во время новгородского похода в 1569 году царь направил в монастырь к Филиппу Малюту Скуратова попросить у него благословения на поход. По сообщению жития, 23 декабря Малюта задушил святителя Филиппа. Тело святителя было погребено у алтаря монастырского собора, а в 1591 году перевезено на Соловки.
В 1760—1761 годах настоятелем монастыря был святитель Тихон Задонский, а с 11 октября 1811 по 18 сентября 1816 года Феоктист Бромцев, ушедший по собственной просьбе на покой в Корнилиев монастырь.
Монастырь был закрыт в ноябре 1918 года. В 1930-х годах все его постройки, кроме Успенского собора, были снесены.

## Монастырские строения

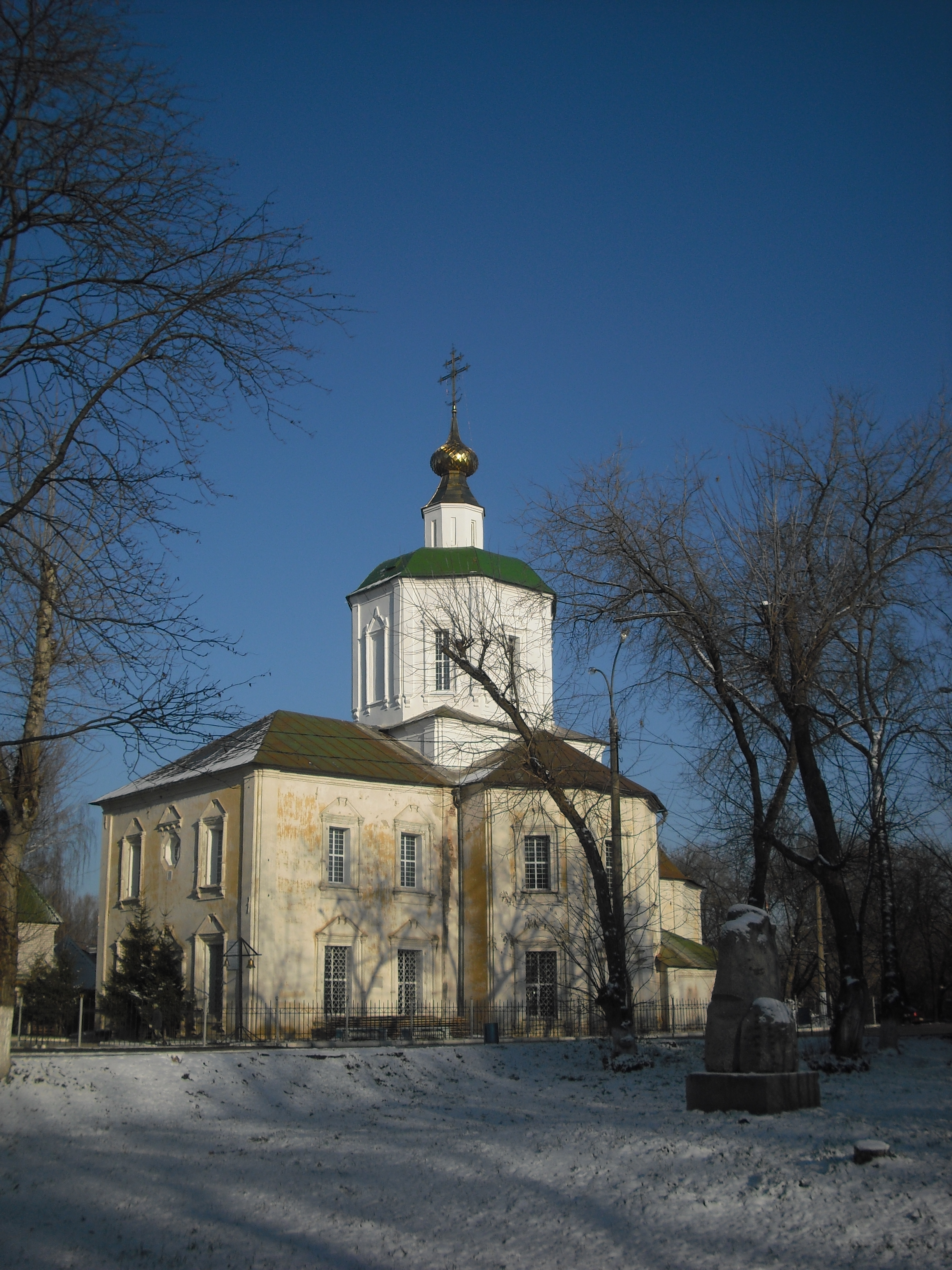
Успенский собор

### Успенский собор
Кафоликоном монастыря является Успенский собор, единственное сохранившееся здание Отроча монастыря. Он был построен в 1722 году в стиле нарышкинского барокко. Он был построен на месте древнего храма XIV—XV веков. В 1850 году собор был расписан фресками. В 1868 году в восточной части по углам здания были сделаны пристройки, в одной из них разместили ризницу, а в 1904 году её освятили как придел во имя Серафима Саровского.
В начале 1990-х годов собор был возвращён Русской православной церкви, с 1994 года в нём совершаются богослужения.

### Прочие постройки
Кроме Успенского собора, монастырский комплекс включал в себя: двухэтажную церковь святителей Петра и Филиппа, московских чудотворцев; церковь великомученицы Варвары с престолом во имя Тихона Задонского; трёхэтажную колокольню; двухэтажный настоятельский корпус и братские кельи, а также различные хозяйственные постройки. Монастырь был окружён оградой с четырьмя башнями и двумя воротами.
Губернатор Тверской области Игорь Руденя на встрече с Путиным 30 августа 2021 г. сообщил о планах восстановить Отроч Монастырь, для чего надо передвинуть речной вокзал. «Он сделан на части того места, где была церковь. Это та церковь, где Малюта Скуратов задушил патриарха Филиппа», — заметил губернатор.

## Настоятели
- Александр[7]
- Моисей (епископ Тверской) ?—1458
- Геннадий (Кожин) 1458—1461
- Вассиан (Стригин-Оболенский) 1461—1477
- Иосиф, 1518—1534
- Феолемпт, февраль 1541
- Вавила, январь 1567
- Феодосий, 1571
- Никандр, 1579—1584
- Феодосий, 1589—1598
- Филофей, 1608
- Иосиф, 1613
- Леонид, 1618
- Боголеп, 1622
- Иларион, 1627—1628
- Евфимий, 1633—1638
- Герасим, 1644—1651
- Филарет, 3 мая 1656
- Авраамий, 1658—1670
- Симон, 1675—1677
- Авраамий (Юхов), 1680—1681
- Иосиф, 1681—1686
- Иона, 1690—1710, 1712
- Иосиф (Веденский), 1718—1727
- Серапион (Лятошевич), 1740—1741
- Иоанникий (Скабовский), 1741—1745
- Никон (Волоский?), 1748
- Иоасаф, упом. 1751
- Геннадий, упом. 1759
- Тихон Задонский, 1760—1761
- Феофилакт, 1761—1768
- Арсений (Верещагин), 1768—1771
- Тихон (Малинин), 1771—1774
- Стефан, 1774—1775
- Павел (Можайский), 1775—1778
- Иларион (Копьев), 1778—1793
- Стефан, 1793—1802
- Евгений, 1802—1804
- Нектарий (Верещагин), 1804—1809
- Сергий, 1809—1811
- Феоктист (Бромцев), 1811—1817
- Гедеон, 1817—1823
- Михаил (Добров), 1823—1831
- Арсений (Москвин), 1831
- Феофил, 1831—1840
- Платон (Казанский), 1840—1848
- Никодим (Лебедев), 1849—1852
- Климент (Можаров) 1852—1853
- Макарий, 1854—1856[8]
- Серафим (Протопопов), 1856—1866
- Нафанаил (Соборов) (8 марта 1866 — 1872)
- Василий (Царёвский) (январь — апрель 1900)

## Отражение в культуре
- Легенде об основании монастыря посвящена поэма «Юрий и Ксения» Вильгельма Карловича Кюхельбекера, написанная им в Свеаборгской тюрьме в 1832—1835 гг.
- Убийство в стенах монастыря митрополита Филиппа отражено в фильме Царь